# Panik um King Kong
Panik um King Kong (Originaltitel: Mighty Joe Young) ist ein US-amerikanischer Abenteuer- und Fantasyfilm von Regisseur Ernest B. Schoedsack aus dem Jahr 1949. Obwohl der deutsche Titel den Film als eine Fortsetzung des originalen King-Kong-Films King Kong und die weiße Frau aus dem Jahr 1933 darstellen möchte, ist dies nicht der Fall. Für die Stop-Motion-Animationen verantwortlich war Willis O’Brien, der schon an dem 1933 erschienenen Film mitgewirkt hatte. Zudem markiert Panik um King Kong den ersten Kinofilm, an dem Ray Harryhausen seine Künste in der Stop-Motion-Animation unter Beweis stellen konnte.

## Handlung
Das kleine Mädchen Jill Young, das zusammen mit seinem verwitweten Vater John Young auf einer Farm in Afrika lebt, tauscht eines Tages gegen einige Kleinigkeiten und eine teure Taschenlampe einen kleinen Gorilla ein. Der anfänglich durch den Verlust der Taschenlampe leicht zornige Vater gestattet seiner kleinen Tochter aber die Aufzucht und Pflege des nun Joe genannten Primaten.
Es vergehen 12 Jahre und der zwielichtige Max O’Hara, ein amerikanischer Nachtclubbesitzer, möchte für seine neue Afrika-Show Löwen und andere wilde Tiere einfangen, um sie dem zahlenden Publikum vorzuführen. Dazu engagiert er ein paar Cowboys, die mit Lassos auf ihren Pferden der wilden Tiere habhaft werden sollen, was anfangs auch gelingt.
Eines Abends herrscht jedoch Unruhe im Camp der Cowboys, als der nunmehr zu stattlicher Größe herangewachsene Joe für Panik unter Mensch und Tier sorgt. Max O’Hara hingegen sieht in ihm die Möglichkeit, noch mehr Gewinn aus seiner geplanten Show herauszuholen, und lässt Jagd auf den LKW-großen Gorilla machen.
Angesichts der übermenschlichen Stärke des Riesenaffen scheitert jedoch jeglicher Versuch ihn einzufangen und O’Hara selbst wird von Joe gepackt. Nur durch das beherzte Eingreifen von Jill Young, mittlerweile zu einer jungen, attraktiven Frau herangewachsen, kann Joe besänftigt werden.
Nachdem Jills Vater verstorben war, übernahm sie die Leitung der Farm und kümmerte sich auch weiterhin um Joe, der ihr nun mehr oder weniger gehorcht. 
Durch leere Versprechungen und die Aussicht auf Ruhm und Gewinn kann Max O’Hara Jill überzeugen, mit Joe zusammen in seiner neuen Show im Nachtclub „Golden Safari“ in Los Angeles aufzutreten. Der erste Auftritt: Die Klavier spielende Jill sitzt auf einer Plattform, die langsam in die Höhe schwebt. Zuerst nicht sichtbar, sieht man schließlich Joe, der die Plattform, Jill und das Klavier mit Leichtigkeit über seinen Kopf balanciert.
Beim zweiten Auftritt macht man sich Joes Stärke noch publikumswirksamer zu Nutze, indem man ihn gegen die „10 stärksten Männer der Welt“ Seilziehen lässt (Darsteller dieser Szene war u. a. der ehemalige Box-Weltmeister Primo Carnera). Naturgemäß verlieren nach anfänglichem Nachgeben des Affen die Muskelmänner und einer nach dem anderen landet in einem afrikanischen Wildbach nachempfundenen Wasserreservoir. Der Gipfel der Erniedrigung zeigt sich bei einem der folgenden Auftritte. Man sieht, wie Jill als Leierkastenspielerin und Joe als Hütchen tragender Compagnon vom mittlerweile angetrunkenen Publikum mit Pappmünzen beworfen werden. Jeder, der seine Münzen in Joes Hut befördern kann, bekommt einen Preis. Einigen der betrunkenen Gäste reicht diese Darbietung nicht und sie werfen statt mit Münzen mit (leeren) Flaschen nach ihm. Zwischen diesen erniedrigenden Showeinlagen sperrt man Joe in einen viel zu kleinen, kalten Käfig ein.
Jill und Gregg, einem der Cowboys, gefällt diese Situation nicht. Da sich beide inzwischen näher gekommen sind, bitten sie O’Hara um die Freilassung von Joe und die Rückkehr in seine afrikanische Heimat.
Doch so weit kommt es erst gar nicht, da es einer Gruppe von drei völlig betrunkenen Männern gelingt, zu Joes Käfig vorzudringen und ihn mit einigen Flaschen Alkohol ebenfalls betrunken zu machen. Als Joe auch noch die letzte Flasche auf ex geleert hat, wird einer der Männer wütend über den Verlust der selbigen und verletzt Joe mit einem brennenden Feuerzeug. Joe, der sich nicht mehr unter Kontrolle hat, bricht aus seinem Gefängnis aus und demoliert den gesamten Nachtclub.
Er wird gefangen genommen und es wird gerichtlich beschlossen, ihn zu erschießen. Max O’Hara plagt daraufhin sein Gewissen, und er organisiert die Flucht mittels mehrerer LKW. Sein Fahrzeug dient dabei als Ablenkung, um so Joe, Jill und Gregg in einem anderen LKW die Flucht zu ermöglichen.
Auf ihrem Weg in die Freiheit kommen sie an einem brennenden Kinderwaisenhaus vorbei, und Jill und Gregg beschließen, die dem Verbrennungstod geweihten Kinder zu retten. Bis auf eines gelingt ihnen das auch. Joe kommt ins Spiel, der einen neben dem Haus stehenden großen Baum nutzt, um in die oberen Etagen des brennenden Hauses zu kommen. Er packt das Kind behutsam, ist im Begriff den Baum abwärts in Sicherheit zu gelangen, muss aber feststellen, dass bereits über die Hälfte des selbigen Feuer gefangen hat. Der Baum gibt langsam nach und Joe, der sich fest umklammert, rettet durch seine Tat und unter Einsatz seines Lebens auch noch das letzte der Waisenkinder. Aufgrund dessen lässt man Gnade vor Recht walten und Joe, Jill und Gregg dürfen wieder zurück auf die Farm in Afrika.

## Kritik
Das Lexikon des internationalen Films empfand den Film als „komisch und sentimental“ und attestierte ihm nur „vereinzelte Sensationshöhepunkte“. Marcus Littwin (tierhorror.de) hingegen meint „Wer diesen Film nicht kennt, hat wirklich was verpasst“ und findet, die Geschichte sei „mit viel Herz und Humor erzählt“.

## Hintergrund
- Der ursprüngliche Filmtitel lautete Mr. Joseph Young of Africa.
- Der Film wurde von Dezember 1947 bis März 1948 auf 35-mm-Format gedreht.
- Als Vorbild des Nachtclubs diente der Cocoanut Grove im berühmten Ambassador Hotel in Los Angeles, Kalifornien.
- Willis O’Brien überwachte die Stop-Motion-Effekte, die von Ray Harryhausen ausgeführt wurden.
- Merian C. Cooper, Ernest B. Schoedsack, Willis O’Brien und Marcel Delgado arbeiteten erstmals seit 1933 wieder zusammen. Auch Robert Armstrong und James Flavin, die im Film von 1933 auftraten, haben hier wieder Rollen.
- Es war der letzte Film von Regisseur Ernest B. Schoedsack.
- Disney drehte 1998 mit Mein großer Freund Joe ein Remake.
- Der USA-Start war am 27. Juli 1949, die Deutschlandpremiere war am 1. September 1950.[3]

## Auszeichnungen
- 1950: Oscar für die besten Spezialeffekte: Willis O’Brien